# 有腺猪笼草
有腺猪笼草（学名：Nepenthes glandulifera）是沙捞越中部的霍斯山脉特有的热带食虫植物。其种加词“glandulifera”来源于拉丁文“glandis”和“ferre”，意为“具有腺体的”，指其葉柄周圍的黑色斑点。该物种的发现者李乾最初认为这是一种病态的表现。进一步研究后发现，这种黑色斑点实际为蜜腺。该物种的毛被发达，周身具毛。其与细毛猪笼草（N. pilosa）之间存在着密切的近缘关系。尚未发现任何关于有腺猪笼草的自然杂交种。
2002年，李乾发表了一篇关于霍斯山脉的猪笼草的报告，其中的“Nepenthes sp. 'A' ”即为有腺猪笼草。

## 扩展阅读
- 食虫植物照片搜寻引擎中有腺猪笼草的照片 （页面存档备份，存于）

 维基共享资源上的相關多媒體資源：有腺猪笼草
 維基物種上的相關：有腺猪笼草